# Kate Capshaw
Kate Capshaw (Fort Worth, Texas, 3 de novembre de 1953) és una actriu estatunidenca de cinema i televisió. És mare de la també actriu Jessica Capshaw (Minority Report, The L Word, Grey's Anatomy), fruit del seu primer matrimoni amb Robert Capshaw, i de sis fills més que comparteix amb el seu actual marit, el director i productor Steven Spielberg, a qui va conèixer durant el rodatge d'Indiana Jones i el temple maleït. La seva filmografia principal inclou títols com Dreamscape (1984), Indiana Jones i el temple maleït (1984), Poder (1986), Black Rain (1989) i The Love Letter (1999).

## Biografia
Kate va néixer a Fort Worth a Texas, filla de Beverley Sue (nascuda Simon) esteticienne i empleada en una agència de viatges, i Edwin Leon Nail, un empleat de companyia aèria.
Es trasllada a Sant-Louis, Missouri a l'edat de cinc anys.
El seu nom ve del seu primer marit Robert Capshaw (casada de 1976 a 1980) amb qui tindrà una filla, Jessica Capshaw, igualment actriu.
Kate se'n va a Nova York per prosseguir el seu somni d'actriu, el seu primer paper serà en la soap opera Love of Life. Coneix el seu marit actual, Steven Spielberg, en 1984 en el moment del rodatge d'Indiana Jones i el Temple maleït. Es casen en 1991. Tenen set fills, entre els quals dos adoptats i un que és actor (Sasha Rebecca Spielberg).

## Filmografia
- 1984: La millor defensa de Willard Huyck: Laura
- 1984: Dreamscape de Joseph Ruben: Jane
- 1984: Windy City d'Armyan Bernstein: Emily Reubens
- 1984: Indiana Jones i el temple maleït de Steven Spielberg: Willie Scott
- 1986: Space Camp de Harry Winer: Andie Bergstrom
- 1986: Poder de Sidney Lumet: Sydney Betterman
- 1989: Black Rain de Ridley Scott: Joyce
- 1991: My Heroes Have Always Been Cowboys de Stuart Rosenberg
- 1994: Cita amb el destí de Glenn Gordon Caron: Lynn Weaver
- 1995: Justa Causa de Arne Glimcher: Laurie Armstrong
- 1997: Life During Wartime de Evan Dunsky: Gale Ancona
- 1997: The Locusts de John Patrick Kelley: Delilah Ashford Potts
- 1999: The Love Letter de Peter Chan
- 2001: Afers de dones de Lee Rosa: Casey Montgomery
- 2002: La Tria de l'amor de Helen Shaver: Becky Purdue